# Costas de Armor
Costas de Armor (22; en francés Côtes-d'Armor, en bretón Aodoù an Arvor) es un departamento de Francia, situado en la región de Bretaña. Los habitantes de este departamento se denominan en francés Costarmoricains (Costarmoricanos).
Este departamento obtiene su nombre de la palabra bretona Arvor, que se refiere a la costa, por oposición a Argoad, el interior de las tierras, y de su antiguo nombre, las Costas del Norte.

## Historia
El departamento fue creado durante la Revolución francesa, el 4 de marzo de 1790 en aplicación de la ley del 22 de diciembre de 1789, sobre una parte de la antigua provincia de Bretaña, compuesta por los obispados de Bretaña, Cornualles, Trégor, Saint-Brieuc, del noreste del obispado de Doll, así como de dos trozos del norte del obispado de Vannes. 
Durante dos siglos el departamento llevó el nombre de Costas del Norte. Durante mucho tiempo criticado, este nombre fue cambiado en 1990 por el actual, más preciso, que significa literalmente Costas del País del Mar y que recuerda al primer nombre de la península bretona, Armórica.

## Demografía
| 1801    | 1831    | 1841    | 1851    | 1856    | 1861    | 1866    |
| ------- | ------- | ------- | ------- | ------- | ------- | ------- |
| 504.303 | 598.872 | 607.572 | 632.613 | 621.573 | 628.676 | 641.210 |
| 1872    | 1876    | 1881    | 1886    | 1891    | 1896    | 1901    |
| 622.295 | 630.957 | 627.585 | 628.256 | 618.652 | 616.074 | 609.349 |
| 1906    | 1911    | 1921    | 1926    | 1931    | 1936    | 1946    |
| 569 500 | 611.506 | 605.523 | 557.824 | 552.788 | 539.531 | 531.840 |
| 1954    | 1962    | 1968    | 1975    | 1982    | 1990    | 1999    |
| 526.955 | 503.178 | 501.923 | 525.556 | 538.869 | 538.395 | 542.373 |
| 2011    |         |         |         |         |         |         |
| 594.375 |         |         |         |         |         |         |

Las mayores ciudades del departamento son (datos del censo de 1999):
- Saint-Brieuc: 46.087 habitantes, 85.849 en la aglomeración, que también incluye –entre otras comunas- Plérin (12.512 hab.) y Ploufragan (10.579 hab.), tercera y quinta comunas más pobladas del departamento.
- Lannion: 18.368 habitantes, 48.990 en la aglomeración.
- Dinan: 11.089 habitantes, 22.366 en la aglomeración.

## Geografía

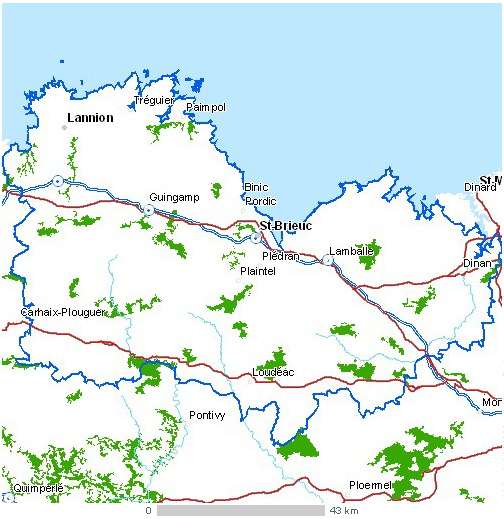
Mapa de Costas de Armor.

El departamento de Costas de Armor tiene un área de 6900 km². Forma parte de la región de Bretaña, y limita con los departamentos de Finisterre al oeste, Morbihan al sur e Ille y Vilaine al este. Al norte tiene 350 km de costa al Canal de la Mancha. Su altura máxima es e 348 m s. n. m. en el Mont Bel-Air, y la mínima 0 m en la costa de La Mancha.

### Hidrografía
Su mayor lago es el Lac de Guerlédan (4 km², profundidad de 50 m, compartido con Morbihan). Sus principales ríos son el Rancé, Trieux, Gouët y Leff. Alberga así mismo los estuarios del Léguer, Jaudy, Trieux, Arguenon, Frémur, Rance.

### Penínsulas
Sillon de Talbert (4 km de largo por algunos cientos de metros de ancho), Pointe de Larmor (situadas ambas en el extremo de una gran península de la que Lézardrieux es la población principal, de unos 25 km de largo por 10 km de ancho, rodeada por el estuario del Jaudy, el canal de la Mancha y el esturario del Trieux), Île-Renote, Saint-Jacut-de-la-Mer, Pointe de Guilben.
Entre sus cabos se encuentran Cap Fréhel, Cap d'Erquy, Pointe de Pléneuf, Pointe de Cesson, Pointe de Bilfot, Pointe de Bihit.

## Clima
Marítimo muy templado, con débiles variaciones de temperatura y de precipitaciones todo el año en la costa, un poco más continental al sur del departamento. Viento regular de la costa, sobre todo en la Bahía de Saint-Brieuc.

## Economía
Una gran parte de la actividad económica de Côtes d'Armor gira en torno de la agricultura y de la industria agro-alimentaria. La ganadería porcina está muy desarrollada.
La pesca también está muy desarrollada por el hecho de que existe una fachada marítima importante (7 puertos de comercio, 17 puertos de pesca). 
Las Costas de Armor se benefician de un polo tecnológico importante (telecomunicaciones espaciales y nuevas tecnologías) en Trégor, alrededor de Lannion. El museo de las telecomunicaciones de France Télécom expone las evoluciones de estas técnicas en Pleumeur-Bodou.

## Turismo
La principal riqueza turística del departamento viene de su fachada marítima sobre la Mancha y de la variedad de sus costas. También ofrece numerosas playas de arena fina encajadas entre colinas o acantilados. La Costa de Granito Rosa, como su nombre indica, presenta rocas de un color y de una talla excepcional. Justo enfrente, las Siete Islas sirven de refugio para la más grande reserva ornitológica de Francia. En el punto más septentrional, el Archipiélago de Bréhat acoge una reserva de plantas tropicales al aire libre. La bahía de Saint-Brieuc es la segunda más grande en Francia tras la del Monte Saint-Michel.
Las atracciones históricas y arquitecturales son numerosas, con sus ciudades medievales (Dinan, Moncontour), sus capillas antiguas, sus castillos Rosambo, La Roche-Jagu, Tonquédec, etc.), algunas abadías (Abbaye de Beauport)...